# 薄叶蓝刺头
薄叶蓝刺头（学名：Echinops tricholepis）为菊科蓝刺头属下的一个种。

## 扩展阅读
- 維基物種上的相關：薄叶蓝刺头